# Världsmästerskapen i cykelcross 2021
Världsmästerskapen i cykelcross 2021 hölls mellan den 30 och 31 januari 2021 i Oostende, Belgien.

## Medaljsammanfattning
| Gren   | Guld                               | Guld     | Silver                          | Silver   | Brons                        | Brons    |
| Herrar |                                    |          |                                 |          |                              |          |
| Elit   | Mathieu van der Poel Nederländerna | 58' 57"  | Wout van Aert Belgien           | +37"     | Toon Aerts Belgien           | +1' 24"  |
| U23    | Pim Ronhaar Nederländerna          | 49' 47"  | Ryan Kamp Nederländerna         | +8"      | Timo Kielich Belgien         | +14"     |
| Junior | Inställd                           | Inställd | Inställd                        | Inställd | Inställd                     | Inställd |
| Damer  |                                    |          |                                 |          |                              |          |
| Elit   | Lucinda Brand Nederländerna        | 46' 53"  | Annemarie Worst Nederländerna   | +8"      | Denise Betsema Nederländerna | +19"     |
| U23    | Fem van Empel Nederländerna        | 36' 59"  | Anniek van Alphen Nederländerna | +4"      | Blanka Vas Ungern            | +9"      |
| Junior | Inställd                           | Inställd | Inställd                        | Inställd | Inställd                     | Inställd |

### Medaljtabell
*   Värdland ( Belgien)
| Nr                  | Nation              | Guld | Silver | Brons | Totalt |
| ------------------- | ------------------- | ---- | ------ | ----- | ------ |
| 1                   | Nederländerna (NED) | 4    | 3      | 1     | 8      |
| 2                   | Belgien (BEL)*      | 0    | 1      | 2     | 3      |
| 3                   | Ungern (HUN)        | 0    | 0      | 1     | 1      |
| Totalt (3 nationer) | Totalt (3 nationer) | 4    | 4      | 4     | 12     |